# Hendrella caloptera
Hendrella caloptera är en tvåvingeart som först beskrevs av Friedrich Hermann Loew 1850.  Hendrella caloptera ingår i släktet Hendrella och familjen borrflugor. Inga underarter finns listade i Catalogue of Life.